# Daniel Zaar
Daniel Zaar (Helsingborg, 24 aprile 1994) è un hockeista su ghiaccio svedese, di ruolo ala destra.

## Biografia
Cresciuto nelle giovanili del Rögle, si mise in luce tanto da essere scelto dai Columbus Blue Jackets al draft 2012.
Esordì nella massima serie svedese nella stagione 2012-2013, durante la quale disputò anche alcuni incontri in prestito al BIK Karlskoga, nella seconda serie.
Per la stagione 2014-2015 passò al Luleå, con cui vinse la Champions Hockey League. Nelle due stagioni successive, dopo aver firmato un contratto biennale con i Columbus Blue Jackets con cui tuttavia non esordì mai, giocò nel farm team in American Hockey League, coi Lake Erie Monsters (divenuti Cleveland Monsters nella stagione 2016-2017), contribuendo alla vittoria della Calder Cup 2015-2016.
Fece poi ritorno in patria, dapprima ai Malmö Redhawks (2017-2018), poi nuovamente al Rögle (2018-2021). Iniziò la stagione 2021-2022 in Kontinental Hockey League col Torpedo Nižnij Novgorod, ma lasciò la squadra nel mese di febbraio, facendo ritorno al Rögle, col quale vinse la sua seconda Champions Hockey League personale, mettendo a segno entrambi i gol nella finale per il titolo, vinta 2-1 contro i finlandesi del Tappara.

## Palmarès
- Champions Hockey League: 2

Luleå: 2014-2015
Rögle: 2021-2022
- Calder Cup: 1

Lake Erie Monsters: 2015-2016